# گلامانسگ
گلامانسگ (به آلمانی: Gallmannsegg) یک منطقهٔ مسکونی در اتریش است که در ویتسبرگ واقع شده‌است. گلامانسگ ۳۲٫۸۷ کیلومتر مربع مساحت دارد.